# The Beatles Lover No.5
The Beatles Lover No.5（ザ・ビートルズ・ラバー・ナンバー・ファイブ）は、日本のコミュニティFMで毎週放送している30分のラジオ番組である。2017年4月に放送開始。2025年1月1日現在、全国59局が放送している。放送曜日、放送時開始時間は局によって異なる。
パーソナリティはロックバンドJAYWALKのキーボード＆ボーカル杉田裕、メディアプロデューサーのサミー小川（小川修身）。放送開始から3年間はこれにササキケンジ、2020年4月からは藤田朋子が加わり3人体制で放送していた。

## 概要
ザ・ビートルズが1962年のレコードデビューから事実上解散した1970年までに発売した公式発表曲213曲を紹介している。『プリーズ・プリーズ・ミー』から『レット・イット・ビー』までの公式アルバム13枚に『パスト・マスターズ』を加え、A面1曲目から順番に毎週2曲ずつ紹介している。レコーディングやサウンドの特徴など、マニアックな内容となっている。演奏時間が8分21秒もある「レボリューション９」も含め、ノーカットでフルに流れることが特徴である。

## コーナー
今週の1曲
- プロミュージシャンの杉田裕はサウンドメーカー目線で、雑誌『大人のロック！』シリーズの創刊プロデューサーであるサミー小川はディープなファン目線から、毎週1曲ずつレコーディングの詳細、使用楽器、演奏者、作曲者など、サウンドにフォーカスしたマニアックなコメントが特徴。

ビートルズ・カバーズ
- 「今週の1曲」で紹介した曲のカバーを放送している。原曲に忠実なカバーよりも、むしろユニークなカバーを紹介する特徴がある。

## ゲスト
- 根本要
- 柳沢二三男
- 杉山清貴
- 告井延隆
- 川原伸司
- 広田寛治
- カンケ
- 藤本国彦
- 真保安一郎
- 福岡耕造
- 米村幸雄
- 田切純一
- 宮地豊
- 大村亨